# Jahanara Begum
Jahanara Begum   (Agra, 2 d'abril de 1614 - Delhi, 16 de setembre de 1681) va ser la filla gran de l'emperador Xa Jahan i de l'emperadriu Mumtaz Mahal. També va ser la germana gran del successor del seu pare i el sisè emperador mogol, Aurangzeb.

## Biografia
Després de la mort de Mumtaz Mahal l'any 1631, Jahanara, de 17 anys, va prendre el lloc de la seva mare com a Primera Dama de l'Imperi Mogol, tot i que el seu pare tenia altres esposes. A més de tenir cura dels seus germans i germanes més petits, també va ajudar el seu pare a sortir del dol i restablir la normalitat en una cort entristida per la mort de la seva mare i el dolor del seu pare.
Una de les seves tasques després de la mort de la seva mare va ser la supervisió del compromís i noces del seu germà, el príncep Dara Shikoh, amb Nadira Banu Begum, que havien estat planejades prèviament per la seva mare però que van ser posposades per la seva mort després de donar a llum al seu catorzè fill, una nena anomenada Gauhara Begum.
El seu pare solia demanar-li consell i li atorgà el segell imperial, igual que havia fet anteriorment amb la seva mare. La gran estima deXa Jahan per la seva filla es va veure reflectit en els diversos títols que li va atorgar, entre ells: Shahibat al-Zamani (Senyora de les Edats), Padshah Begum (Senyora de l'Emperador) i Begum Sahib (Princesa de les Princeses). El seu poder era tal que, a diferència de la resta de princeses reials, se li va permetre viure en el seu propi palau, als afores dels límits de la fortalesa d'Agra.

L'any 1644, pocs dies després del seu trentè aniversari, les robes de Jahanara, que estaven impregnades d'olis i oloroses fragàncies, es van incendiar, deixant a Jahanara greument ferida. Xa Jahan, molt preocupat pel benestar de la seva filla favorita, la va cuidar en persona fins que es va restablir la seva salut. Després de l'incident, l'emperador li va regalar diverses gemmes i joies, a més d'atorgar-li els ingressos del port de Surat. Quan la princesa va estar completament restablida, va anar en peregrinació al santuari de Moinuddin Chisthi a la ciutat d'Ajmer.

## Relacions familiars
Hi ha constància dels desacords entre Jahanara i el seu germà menor, Aurangzeb, a qui ella es referia despectivament com "la serp blanca" (probablement a causa de la pell blanca d'Aurangzeb), "el tigre" o "la pantera". També hi havia una espècie de tensió entre ella i la seva germana Roshanara Begum (tres anys menor que ella), ja que, pel que sembla, Roshanara estava gelosa de la posició de la seva germana gran com a Primera Dama de l'Imperi Mogol.<refPreston. A Teardrop on the Cheek of Time, p. 266.</ref> Jahanara va fer costat a Dara Shikoh en la lluita pel tro imperial (mentre que Roshanara va fer costat a Aurangzeb), ja que Dara li havia promés eliminar la llei que establia la prohibició de matrimoni per a les princeses imperials, llei que va ser introduïda pel seu avi, l'emperador Akbar. Després del derrocament del seu pare i l'ascens al tron d'Aurangzeb, la princesa es va unir a seu pare que es trobava presoner al fort imperial d'Agra, on es va dedicar a tenir cura d'ell fins que aquest va morir.
Després de la mort del seu pare, Jahanara i Aurangzeb es van reconciliar. Ell li va atorgar el títol de "Emperadriu de les Princeses" i va reemplaçar a la seva germana Roshanara com a Primera Dama de l'Imperi.
Jahanara aviat es va trobar prou segura en la seva posició com per a discutir, de tant en tant, amb Aurangzeb i va obtenir certs privilegis especials que altres dones no podien tenir. Ella va argumentar en contra de l'estricta regulació d'Aurangzeb de la vida pública, d'acord amb les seves creences religioses conservadores i la seva decisió, l'any 1679, de restablir l'impost de capitació als no musulmans. Ella va argumentar que aquesta regulació l'allunyaria dels seus súbdits hindús.

## Enterrament
A la seva mort, l'emperador Aurangzeb li va atorgar el títol pòstum de: Sahibat uz-Zamani ("Gran senyora de les Edats). Jahanara es troba sebollida a una tomba del complex de Nizamuddin Dargah (Nova Delhi), una tomba que es considera "notable per la seva simplicitat". La inscripció de la tomba diu el següent:
"Al·là és el Vivent, el Sustentador. Que ningú cobreixi la tomba excepte amb zones verdes. Aquesta mateixa herba és suficient com una tomba coberta pels pobres. La mortal, simplista, Princesa Jahanara, discípula de Khwaja Moid-ud-Din Chisthi, filla de Xa Jahan, el Conqueridor. Que Allah il·lumini la seva prova. 1092 DH."

## Atributs personals
Ella va rebre una acurada educació, a més d'estar versada en llengües com l'àrab i el persa, també dominava les arts com l'escriptura, la pintura i la poesia (de fet, va ser una poetessa de cert renom).
Jahanara era molt coneguda pel seu actiu paper en la cura dels pobres i la construcció de mesquites i escoles.
Un exemple de la seva caritat el trobem quan el Sahibi (una nau construïda i dissenyada per ella mateixa) anava a salpar cap al seu primer viatge a La Meca i Medina, i ella va establir que "... cada any cinquanta koni (una koni eren 4 Muns i 151 lliures) d'arròs han de ser enviats pel buc per la seva distribució entre els indigents i necessitats de la Meca".
En Agra és més coneguda per patrocinar la construcció de la mesquita Jama Masjid, al cor de la ciutat que va veure néixer a la seva mare
Ella també va exercir un gran impacte sobre la ciutat de Shahjahanabad. Dels divuit edificis de la ciutat encarregats per les dones nobles, Jahanara en va dissenyar i encarregar cinc d'aquests. Tots els projectes de construcció de Jahanara es van completar al voltant de l'any 1650, dins de les muralles d'aquesta ciutat. El més conegut dels seus projectes és el Chandi Chowk, el basar central de la ciutat.

## Sufisme
Juntament amb el seu germà Dara Shikoh era deixebla del Mulà Shah Badakshi, qui la va iniciar en l'ordre sufíe sufí Qadiriyya l'any 1641. Jahanara va progressar tant en el camí del Sufisme, que el seu mentor l'hagués anomenat la seva successora dins l'ordre Qadiriyya, però les regles de l'ordre no l'hi van permetre.
Va escriure una biografia de Moinuddin Chisthi, el fundador de l'ordre Chishtiyah, titulat "Mu'ins al-Arwah" així com una biografia del Mulá Shah titulada "Risala-i-Sahibiyah" en la qual també descriu la seva iniciació per ell.